# Santa Magdalena de Còdol-Rodon
Santa Magdalena de Còdol-Rodon és una església del municipi d'Aguilar de Segarra a la comarca del Bages inclosa en l'Inventari del Patrimoni Arquitectònic de Catalunya.

## Descripció
És un edifici gòtic arcaic d'una sola nau rectangular, sense absis. Als peus de l'església hi ha un magnífic portal amb un arc apuntat que descansa sobre dues impostes i columnes, i capitells ornats amb motius florals. Les dovelles, de bons carreus, són emmarcades, en tot el seu perímetre, per un guardapols que tanquen les impostes decorades també amb elements vegetals, com els capitells.

## Història
Per les restes romàniques que queden a l'edifici, així com per diversos documents del castell de Castellar, podem datar la construcció abans del segle xiii. Hi ha notícies del 1377 que ens parlen d'una refeta de l'església, que, pel caràcter gòtic arcaic de l'edifici que coneixem, es devia renovar quasi totalment. Per altra banda, ha estat restaurada i modificada en diverses ocasions, entre d'altres, als anys 1803, 1864 i 1953.